# Mark Camacho
Mark Camacho (Montréal, ...) è un attore e doppiatore canadese.

## Biografia
È noto principalmente per i suoi doppiaggi, come quelli di Oliver Frensky in Arthur, Lyle in Animal Crackers, il padre in Rotten Ralph, George Martin in Gli Astromartin, Harry e il drago in Che drago di un drago, Jerry Atric in Samurai per una pizza, Gantlos nella versione inglese di Winx Club, Zob in Monster Allergy, Conrad Cupmann nei film Amazon Jack e Zösky in Kaput and Zösky.
Nel 2007 interpreta Norman nel film biopic su Bob Dylan Io non sono qui. In seguito è apparso nel film Punisher - Zona di guerra.

## Vita privata
È sposato con l'attrice Pauline Little, dalla quale ha avuto due figli, tra cui l'attore Jesse Camacho.

## Filmografia parziale

### Cinema
- Amityville - Il ritorno (The Amityville Curse), regia di Tony Berry (1990)
- Scanners 2 - Il nuovo ordine (Scanners II: The New Order), regia di Christian Duguay (1991)
- The Myth of the Male Orgasm, regia di Robin Spry (1993)
- Mrs. Parker e il circolo vizioso (Mrs. Parker and the Vicious Circle), regia di Alan Rudolph (1994)
- Dr. Jekyll e Miss Hyde (Dr. Jekyll and Ms. Hyde), regia di David Price (1995)
- Hollow Point - Impatto devastante (Hollow Point), regia di Sidney J. Furie (1996)
- Joyeux calvaire, regia di Denys Arcand (1996)
- Affliction, regia di Paul Schrader (1997)
- Little Men, regia di Rodney Gibbons (1998)
- Omicidio in diretta (Snake Eyes), regia di Brian De Palma (1998)
- FBI: Protezione testimoni (The Whole Nine Yards), regia di Jonathan Lynn (2000)
- The Score, regia di Frank Oz (2001)
- Il colpo (Heist), regia di David Mamet (2001)
- Abandon - Misteriosi omicidi (Abandon), regia di Stephen Gaghan (2002)
- Pluto Nash (The Adventures of Pluto Nash), regia di Ron Underwood (2002)
- Twin Sisters, regia di Ben Sombogaart (2002)
- Mambo italiano, regia di Émile Gaudreault (2003)
- L'inventore di favole (Shattered Glass), regia di Billy Ray (2003)
- Jericho Mansions, regia di Alberto Sciamma (2003)
- Appuntamento a Wicker Park (Wicker Park), regia di Paul McGuigan (2004)
- Io non sono qui (I'm Not There), regia di Todd Haynes (2007)
- Afterwards, regia di Gilles Bourdos (2008)
- Punisher - Zona di guerra (Punisher: War Zone), regia di Lexi Alexander (2008)
- Dead Like Me - La vita dopo la morte (Dead Like Me: Life After Death), regia di Stephen Herek (2009)
- La versione di Barney (Barney's Version), regia di Richard J. Lewis (2010)
- The Words, regia di Brian Klugman e Lee Sternthal (2012)
- Brick Mansions, regia di Camille Delamarre (2014)
- X-Men - Giorni di un futuro passato (X-Men: Days of Future Past), regia di Bryan Singer (2014)
- Stonewall, regia di Roland Emmerich (2015)
- The Walk, regia di Robert Zemeckis (2015)
- Una vita da gatto (Nine Lives), regia di Barry Sonnenfeld (2016)
- Arrival, regia di Denis Villeneuve (2016)
- Trappola infernale (Target Number One), regia di Daniel Roby (2020)

### Televisione
- Dietro la porta (Deadbolt), regia di Douglas Jackson – film TV (1992)
- Hai paura del buio? (Are You Afraid of the Dark?) – serie TV, 2 episodi (1992-1993)
- Hiroshima, regia di Koreyoshi Kurahara e Roger Spottiswoode – film TV (1995)
- Shelby Woo, indagini al computer (The Mystery Files of Shelby Woo) – serie TV, un episodio (1998)
- Lassie – serie TV, un episodio (1999)
- The Audrey Hepburn Story, regia di Steven Robman – film TV (2000)
- Apocalypse - L'apocalisse (10.5: Apocalypse), regia di John Lafia – film TV (2006)
- Less Than Kind – serie TV, un episodio (2009)
- Sleeper - Doppia identità (Sleeper), regia di Philippe Gagnon (2018) - film TV

## Doppiatori italiani
Nelle versioni in italiano delle opere in cui ha recitato, Mark Camacho è stato doppiato da:
- Dario Oppido in Good Sam, Trappola infernale
- Nanni Baldini in Hiroshima
- Gianluca Tusco in Io non sono qui
- Fabio Gervasi in Afterwards
- Claudio Fattoretto in Punisher - Zona di guerra
- Pietro Ubaldi in Nicky Deuce
- Massimo Rossi in X-Men - Giorni di un futuro passato
- Emidio La Vella in The Walk
- Stefano Mondini in Sleeper - Doppia identità
- Francesco Trifilio in To Catch a Killer - L'uomo che odiava tutti